# Rhene mus
Rhene mus är en spindelart som först beskrevs av Simon 1889.  Rhene mus ingår i släktet Rhene och familjen hoppspindlar. Inga underarter finns listade i Catalogue of Life.